# Kanton Brionne
Kanton Brionne (fr. Canton de Brionne) je francouzský kanton v departementu Eure v regionu Horní Normandie. Skládá se z 23 obcí.

## Obce kantonu
- Aclou
- Le Bec-Hellouin
- Berthouville
- Boisney
- Bosrobert
- Brétigny
- Brionne
- Calleville
- Franqueville
- Harcourt
- La Haye-de-Calleville
- Hecmanville
- Livet-sur-Authou
- Malleville-sur-le-Bec
- Morsan
- La Neuville-du-Bosc
- Neuville-sur-Authou
- Notre-Dame-d'Épine
- Saint-Cyr-de-Salerne
- Saint-Éloi-de-Fourques
- Saint-Paul-de-Fourques
- Saint-Pierre-de-Salerne
- Saint-Victor-d'Épine